# Paul Gosar
Paul Anthony Gosar (Rock Springs, Wyoming; 27 de noviembre de 1958) es un político estadounidense de extrema derecha y exdentista que representa el 9.º distrito congresional de Arizona en la Cámara de Representantes de los Estados Unidos desde 2013. Republicano, fue elegido en 2010 para representar al 1.er distrito congresional. Entre 2013 y 2023, representó al 4.º distrito congresional de Arizona. El apoyo de Gosar a las teorías de conspiración y los presuntos vínculos con los Proud Boys, Oath Keepers y los negadores del Holocausto han generado controversia.
Gosar se opone a la Ley de Cuidado de Salud a Bajo Precio (Affordable Care Act), al aborto, al control de armas y a la inmigración. Ha sido un fuerte aliado del expresidente Donald Trump y votó para anular los resultados de las elecciones presidenciales de Estados Unidos de 2020.
Gosar fue censurado por la Cámara de Representantes de Estados Unidos y despojado de sus asignaciones en los comités en noviembre de 2021; fue la primera censura en la Cámara desde 2010 y solo la 24.ª en la historia de Estados Unidos. La censura se produjo después de que Gosar publicara un video en redes sociales en el que se mostraba como un personaje de anime matando a un gigante con el rostro superpuesto de la representante Alexandria Ocasio-Cortez y atacando a uno con el presidente Joe Biden. En enero de 2023, después de que los republicanos ganaran el control de la Cámara de Representantes en las elecciones de 2022, se restauraron todas las asignaciones de comités de Gosar.

## Biografía

### Primeros años y educación
Nació en Rock Springs, Wyoming, el 27 de noviembre de 1958. Es el mayor de siete hijos y tres hijas de Antone John Gosar y Bernadette M. Erramouspe. Sus abuelos paternos eran eslovenos y sus abuelos maternos inmigrantes vascos de Banca, en la frontera franco-española. Se crio en Pinedale, Wyoming, y se graduó de Pinedale High School en 1977. Sus padres han sido descritos como republicanos devotos que asistieron a las convenciones nacionales de los expresidentes Richard Nixon y Gerald Ford. El hermano de Gosar, Pete, fue presidente del Partido Demócrata de Wyoming y candidato a gobernador en 2010 y 2014.
En 1981, recibió su licenciatura en Ciencias en la Universidad de Creighton en Omaha, Nebraska. En 1985, obtuvo su DDS en la Facultad de Odontología de Boyne en Creighton.

### Carrera
De 1989 a 2010, tuvo una práctica de odontología en Flagstaff, Arizona. En 2001, fue el "dentista del año" de la Asociación Dental de Arizona (AzDA). Fue incluido en el Salón de la Fama de AzDA y se desempeñó como presidente de 2004 a 2005. También fue presidente de la Sociedad Dental del Norte de Arizona y vicepresidente del consejo de asuntos gubernamentales de AzDA.

### Cámara de Representantes de los Estados Unidos
En enero de 2016, escribió y propuso una legislación para despojar a Bill Cosby de su Medalla Presidencial de la Libertad después de que Cosby admitiera haber drogado a mujeres. Su propuesta recibió el apoyo de Angela Rose y su organización sin fines de lucro, con la que Gosar consultó al redactar el proyecto de ley; el presidente Barack Obama dijo que "echaría un vistazo" a la propuesta, pero nunca se aprobó.
El 6 de enero de 2020, con el título "el mundo es un lugar mejor sin estos tipos en el poder", tuiteó una fotografía manipulada que mostraba a Obama reuniéndose con el presidente iraní Hassan Rouhani. El encuentro nunca sucedió; la imagen era una versión manipulada de una que mostraba a Obama reuniéndose con el ex primer ministro indio Manmohan Singh. El fotoperiodista Daniel Medina señaló que Rouhani aún estaba en el poder y condenó el intento de Gosar de desinformar. La imagen retocada también apareció en un anuncio de televisión de 2015 para el senador Ron Johnson. A las críticas generalizadas, Gosar dijo: "nadie dijo que esto no fue modificado con Photoshop".
El 9 de diciembre de 2020, copatrocinó la Ley Break Up Big Tech de la representante demócrata, Tulsi Gabbard, con el objetivo de eliminar la inmunidad legal de la Sección 230 del título 47 del Código de los Estados Unidos para los proveedores de servicios informáticos que actúan como editores y censuran a sus usuarios.
En junio de 2021, se distribuyeron volantes en línea para una recaudación de fondos con Gosar y el nacionalista blanco Nick Fuentes; mientras que al principio parecía defender el evento, Gosar finalmente negó que hubiera planeado asistir.
En septiembre del 2023, Gosar escribió una carta al secretario de Estado de EEUU, Antony Blinken, y al secretario de Defensa, Lloyd Austin manifestando su preocupación sobre el posible destino de los fondos estadounidenses en apoyo a Ucrania a la organización militante neonazi Batallón Azov, considerando "inmoral que EEUU envíe dinero a un régimen nazi".

## Posiciones políticas
Múltiples fuentes han descrito a Gosar como un defensor de la política de extrema derecha. Durante la presidencia de Donald Trump, Gosar votó en línea con la posición declarada del presidente el 86.1% de las veces. Durante la presidencia de Joe Biden, votó en línea con la posición del presidente solo el 3.7% de las veces (hasta el 25 de mayo de 2022).

### Abortos
Gosar se describe a sí mismo como pro-vida. Copatrocinó la Ley de No Financiamiento del Aborto con Fondos de los Contribuyentes, un proyecto de ley que haría permanentes las restricciones sobre el financiamiento federal de abortos en los Estados Unidos, y la Ley de Protección del Niño No Nacido Capaz de Sentir Dolor en el Distrito de Columbia, una ley que impone restricciones al aborto en el Distrito de Columbia. Gosar recibió una calificación del 100% por parte del National Right to Life Committee, un grupo de interés antiaborto, y una calificación del 0% por parte de NARAL (Liga Nacional de Acción por los Derechos Reproductivos y el Aborto), un grupo de interés a favor de los derechos al aborto. Apoyó la revocación de Roe v. Wade en 2022, calificándola como "asombrosa e histórica" y agradeciendo a Donald Trump "por hacer esto posible."

### Derechos LGBTQ
Gosar se opone a la expansión de los derechos LGBTQ. En diciembre de 2022, votó en contra de la Ley de Respeto al Matrimonio, que codificó los derechos al matrimonio entre personas del mismo sexo y los matrimonios interraciales en la ley federal, junto con todos los republicanos de Arizona. En 2023, escribió en su boletín oficial semanal dirigido a sus electores un ensayo en el que se oponía al general Milley, el presidente del Estado Mayor Conjunto, a quien llamó "traidor", diciendo: "En una sociedad mejor, traidores como el extraño general Milley, que promueve la sodomía, serían colgados."

### Boicot al Papa Francisco
El 17 de septiembre de 2015, en un artículo de opinión en el sitio web conservador Townhall.com, Gosar anunció que no asistiría al discurso planeado del Papa Francisco ante una sesión conjunta del Congreso, a menos que Francisco hablara sobre temas como el "islam violento" o Planned Parenthood en lugar del cambio climático. Escribió que trataría a Francisco de la misma manera que, según él, se debería tratar a los "políticos izquierdistas". Gosar afirmó que Francisco "adoptó todos los puntos de vista socialistas, envolvió la falsa ciencia e ideología en la 'justicia climática' y se presenta para hacer que la gente se sienta culpable y adopte políticas izquierdistas". Llamó a la ciencia climática "cuestionable" y criticó Laudato si', la encíclica de Francisco sobre el medio ambiente.

### Economía
Gosar votó a favor de la Ley de Recortes de Impuestos y Empleos de 2017. Fue criticado por promocionar la financiación para el Aeropuerto de Kingman en la Ley de Inversión en Infraestructura y Empleos, sin mencionar que votó en contra del proyecto de ley final.
Gosar fue uno de los 71 republicanos que votaron en contra de la aprobación final de la Ley de Responsabilidad Fiscal de 2023 en la Cámara. En junio de 2020, Gosar presentó un proyecto de ley que, de ser aprobado, obligaría a la Reserva Federal a reanudar la emisión de billetes de $500 y a adoptar un nuevo diseño que presentaría al expresidente Donald Trump en su retrato.

### Medio ambiente
En 2015, Gosar obtuvo un 3% en el National Environmental Scorecard de la Liga de Votantes por la Conservación, en parte debido a que niega el calentamiento global. El 30 de enero de 2017, presentó la resolución conjunta 46 en la Cámara de Representantes, que derogaría la autoridad del Servicio de Parques Nacionales para rechazar la perforación privada de petróleo, gas y minerales en 40 parques nacionales de EE.UU. si el Servicio de Parques determina que la operación minera podría amenazar el medio ambiente. The Washington Post señaló que Gosar "no es amigo de los ambientalistas".
Gosar apoya desmantelar la Ley de Especies en Peligro de Extinción, calificándola de "obsoleta", "costosa, onerosa e incierta".

### Política exterior
En 2019, Gosar co-firmó una carta del representante Ro Khanna y el senador Rand Paul dirigida a Trump, afirmando que "ya es hora de controlar el uso de la fuerza que va más allá de la autorización del Congreso" y expresaron la esperanza de que esto "sirva como modelo para poner fin a las hostilidades en el futuro, especialmente mientras usted y su administración buscan una solución política a nuestra participación en Afganistán."
En 2019, Gosar fue uno de los 60 representantes que votaron en contra de condenar la retirada de Trump de Siria.
En 2020, Gosar votó en contra de la Ley de Autorización de Defensa Nacional de 2021, que impediría al presidente retirar soldados de Afganistán sin la aprobación del Congreso.
En febrero de 2022, Gosar copatrocinó la Ley de Seguridad de las Fronteras de América Primero, que prohibiría el gasto o compromiso de asistencia militar y de seguridad a Kyiv hasta que se asegure la frontera de Estados Unidos con México.
En octubre de 2022, Gosar invitó al presidente ucraniano Volodymyr Zelenskyy y al presidente ruso Vladímir Putin a Arizona para conversaciones de paz sobre la guerra entre Rusia y Ucrania.
En 2023, Gosar fue uno de los 47 republicanos que votaron a favor de la Resolución Concurrente H.Con.Res. 21, que instruía al presidente Joe Biden a retirar las tropas estadounidenses de Siria en un plazo de 180 días.
Gosar votó a favor de apoyar a Israel tras el ataque de Hamás en 2023.

### Derechos sobre armas
Gosar ha declarado que la "Segunda Enmienda es uno de los derechos más importantes establecidos por la Declaración de Derechos" y que continuará "oponiéndose a los esfuerzos para restringir, infringir o eliminar este derecho protegido constitucionalmente." Fue respaldado por el Fondo de Victoria Política de la NRA y recibió una calificación de "A". También fue respaldado por Gun Owners of America y obtuvo una calificación del 75%.

### Cuidado de la salud
Gosar se opuso a Obamacare y ha defendido los hospitales de propiedad de médicos. Favorece la elección del consumidor en cuanto a médicos, tipos de atención y planes de seguro. En su carrera temprana como dentista, apoyó la fluoración del agua para prevenir la caries dental, pero en 2022 se pronunció en contra de la fluoración del agua, citando preocupaciones de que podría reducir la inteligencia humana.

### Inmigración
The Arizona Republic describió a Gosar como "uno de los oponentes más firmes en el Congreso a la legalización de los dreamers indocumentados". Gosar afirmó: "Creo firmemente que debemos asegurar nuestra frontera de inmediato y oponernos a la amnistía para cualquier persona que viole descaradamente nuestra ley". Ha copatrocinado una legislación para derogar la 14.ª Enmienda, eliminando así la ciudadanía por derecho de nacimiento para los niños nacidos en EE. UU. de padres inmigrantes indocumentados. En una entrevista en mayo de 2018, acusó a los abogados de inmigración que brindan asesoramiento legal a inmigrantes indocumentados de cometer un delito: "Lo que también necesitamos hacer es responsabilizar a aquellos que, bajo la apariencia de ayuda, están asistiendo en un crimen, y que también sean procesados".

### Milicias
En abril de 2014, Gosar se unió a un grupo de cinco legisladores conservadores del estado de Arizona en el enfrentamiento de Bundy en Bunkerville, Nevada, donde los opositores al pago de tarifas de pastoreo y sus seguidores se armaron contra el Buró de Administración de Tierras y funcionarios de las fuerzas del orden. La confrontación terminó cuando los funcionarios federales decidieron no tomar más medidas.

### Pueblos nativos americanos
En diciembre de 2014, Gosar generó controversia al referirse a los nativos americanos como "tutelados del gobierno federal". Hizo este comentario en respuesta a las preocupaciones de los miembros de la Reserva India Fort Apache, en el este de Arizona, durante una mesa redonda en Flagstaff. La discusión había abordado la propuesta de intercambiar 2,400 acres del Bosque Nacional Tonto, en el sureste de Arizona, por unos 5,300 acres de tierras ambientalmente sensibles. La propuesta, que se adjuntó como una enmienda a la Ley de Autorización de Defensa Nacional de 2015, entregaría tierras sagradas para los apaches en Arizona a Resolution Copper Mine, una empresa conjunta propiedad de Rio Tinto y BHP. Troy Eid, un republicano y exfiscal federal en Colorado, respondió a los comentarios de Gosar diciendo: "En el contexto tenso de lo que esto representa, es especialmente inapropiado recurrir a lo que equivale a una incitación racial". Un portavoz de Gosar afirmó que sus comentarios fueron malinterpretados.

### Vínculos con la extrema derecha
En una entrevista con Vice News en octubre de 2017, Gosar sugirió que la manifestación nacionalista blanca Unite the Right había sido "creada por la izquierda", una idea previamente expresada por Alex Jones de InfoWars, el representante Dana Rohrabacher, Dinesh D'Souza y otras figuras de la derecha. Gosar también sugirió que Jason Kessler, el organizador de la manifestación en Charlottesville, podría haber sido respaldado por George Soros, a quien acusó de "entregar a su propia gente a los nazis". Siete de los hermanos de Gosar escribieron una carta abierta al periódico Kingman (Arizona) Daily Miner denunciando las afirmaciones de Gosar sobre Soros como una "calumnia despreciable... sin una pizca de verdad", diciendo que Gosar "le debe a George Soros una disculpa personal"; también calificaron sus declaraciones como un "silbato antisemita".